# Grjótá Valles
Le Grjótá Valles sono una struttura geologica della superficie di Marte.